# مصطفی خلیل
مصطفی خلیل (عربی: مصطفى خليل؛ ۱۸ نوامبر ۱۹۲۰ – ۷ ژوئن ۲۰۰۸) یک دیپلمات، و سیاست‌مدار اهل مصر بود. وی از ۲ اکتبر ۱۹۷۸ تا ۱۵ مه ۱۹۸۰ نخست‌وزیر مصر و بین سال‌های ۱۹۷۹ تا ۱۹۸۰ وی وزیر خارجه مصر بود. خلیل بیشتر به خاطر کمک به مذاکره در مورد معاهده صلح کمپ دیوید در سال ۱۹۷۹ شهرت داشت.